# Ochyrotica toxopeusi
Ochyrotica toxopeusi là một loài bướm đêm thuộc họ Pterophoridae. Nó được tìm thấy ở New Guinea và Sulawesi.